# Marmorerad arvmal
Marmorerad arvmal, Caryocolum marmoreum är en fjärilsart som först beskrevs av Adrian Hardy Haworth 1828.  Marmorerad arvmal ingår i släktet Caryocolum, och familjen stävmalar, Gelechiidae. Enligt den svenska rödlistan råder kunskapsbrist, DD, om artens status i Sverige. Arten är reproducerande i Sverige, men förekommer tämligen sällsynt men spridd över landet och alltid funnen ytterst sällan och i enstaka exemplar. Arten är noterad från Skåne, Blekinge, Småland, Öland, Gotland, Bohuslän, Södermanland och Värmland.  Marmorerad arvmal är främst en västeuropeisk art och utöver Sverige, Norge och Danmark sträcker sig utbredningen från Storbritannien (där den förekommer särskilt allmänt) vidare ner till nordvästra Afrika och Kanarieöarna. Den förekommer också österut till Polen, Tjeckien, Grekland och på Cypern. Det finns även ett ströfynd i Kanada. En underart finns listad i Catalogue of Life, Caryocolum marmorea pulchra Wollaston, 1858.

## Bildgalleri

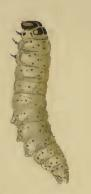
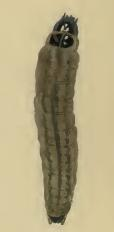
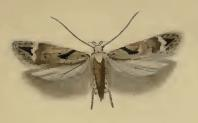